# Tokeland (Washington)
Tokeland es un lugar designado por el censo ubicado en el condado de Pacific en el estado estadounidense de Washington. En el año 2000 tenía una población de 194 habitantes y una densidad poblacional de 146,3 personas por km².

## Geografía
Tokeland se encuentra ubicado en las coordenadas 46°42′33″N 123°59′16″O / 46.70917, -123.98778.

## Demografía
Según la Oficina del Censo en 2000 los ingresos medios por hogar en la localidad eran de $24.531, y los ingresos medios por familia eran $30.208. Los hombres tenían unos ingresos medios de $14.327 frente a los $0 para las mujeres. La renta per cápita para la localidad era de $12.170. Alrededor del 49,1% de la población estaban por debajo del umbral de pobreza.